# هارتفرد (تشيشير)
هارتفرد (بالإنجليزية: Hartford, Cheshire)‏ هي قرية وأبرشية مدنية تقع في المملكة المتحدة في إنجلترا. يقدر عدد سكانها بـ 5,515 نسمة .

## أعلام
- آن تود
- لال هيلديتش